# SvampeBob Firkant Filmen
SvampeBob Firkant Filmen (originaltitel: The SpongeBob SquarePants Movie) er en amerikansk animeret film fra 2004 som er baseret på tv-serien med samme navn.